# Совєтсько-Гаванське міське поселення
Совє́тсько-Га́ванське міське поселення (рос. Советско-Гаванское городское поселение) — міське поселення у складі Совєтсько-Гаванського району Хабаровського краю Росії.
Адміністративний центр та єдиний населений пункт — місто Совєтська Гавань.

## Населення
Населення міського поселення становить 23816 осіб (2019; 27712 у 2010, 30480 у 2002).